# Lethrus tschatkalensis
Lethrus tschatkalensis is een keversoort uit de familie mesttorren (Geotrupidae). De wetenschappelijke naam van de soort werd in 1965 gepubliceerd door Protzenko.